# EC 1.12.2
La EC 1.12.2 è una sotto-sottoclasse della classificazione EC relativa agli enzimi. Si tratta di una sottoclasse delle ossidoreduttasi che include enzimi che utilizzano idrogeno come donatore di elettroni ed un citocromo come accettore.

## Enzimi appartenenti alla sotto-sottoclasse
| numero EC   | nome accettato          |
| ----------- | ----------------------- |
| EC 1.12.2.1 | citocromo-c3 idrogenasi |